# Stilbus pannonicus
Stilbus pannonicus – gatunek chrząszcza z rodziny pleszakowatych.

## Taksonomia
Gatunek ten opisany został po raz pierwszy w 1968 roku przez Herberta Franza.

## Morfologia
Chrząszcz o ciele szeroko-owalnym, słabiej niż u S. atomarius wysklepionym, długości od 2,1 do 2,4 mm. Mikrorzeźba na wierzchu ciała jest mało wyraźna. Głowa i przedplecze są ubarwione czarnobrązowo. Żółtobrązowe czułki mają buławkę o stosunkowo zwartym zestawieniu członów. Przedplecze ma żeberko przy podstawie, a jego kąty tylne w widoku bocznym są rozwarte. Tarczka długością niemal dorównuje szerokości oka. Pokrywy są jasnobrązowe i mają pojedynczy rowek przyszwowy oraz mikrorzeźbę złożoną z falistych linii lub siatki nieregularnych wielokątów. Linie biodrowe na zapiersiu tworzą kąt ostry. Odnóża mają żółtobrązowe ubarwienie. Przednia ich para ma na zewnętrznej krawędzi goleni dwa lekko od siebie oddalone kolce.

## Ekologia i występowanie
Owad higrofilny, stenotopowy. Zasiedla bagniste pobrzeża jezior, dolny rzeczne i podmokłe łąki. Osobniki dorosłe bytują na roślinach zielnych i trawach, wśród szczątków roślinnych i w próchnicznej warstwie gleby.
Gatunek palearktyczny, znany Hiszpanii, Francji, Niemiec, Szwajcarii, Austrii, Włoch, Polski, Czech, Słowacji, Węgier, Ukrainy, Bośni i Hercegowiny, Macedonii Północnej, Grecji oraz Azji Zachodniej. W Polsce stwierdzony na dwóch stanowiskach kserotermicznych.